# Paleudiptins
Palaeeudyptinae és una subfamília extinta de pingüins que inclou a diversos  gèneres extints de mida mitjana a molt gran, com ara  Palaeeudyptes marplesi, Icadyptes salasi de 1,5 metres d'alçària o Anthropornis nordenskjoeldi amb 1,7 metres, i l'enorme Pachydyptes ponderosus  que pesava almenys tant com un home adult.

## Descripció
Els Palaeeudyptinae pertanyen a un llinatge evolutiu més primitiu que el dels pingüins actuals. En al menys alguns dels seus tàxons l'ala, tot i que ja havia perdut la coberta de plomes típica de les aus, encara no s'havia transformat en l'aleta semirígida que es troba en els pingüins moderns: i encara que l'ulna i el radi ja estaven aplanats per incrementar la capacitat d'impulsar-, les articulacions del colze i el canell encara tenien un alt grau de flexibilitat en comparació la rígida estructura bloquejable de les espècies de l'actualitat. El declivi i eventual desaparició d'aquesta subfamília sembla relacionar-se amb l'increment de la competència amb els mamífers marins com els cetacis i els pinnípedes que s'estaven adaptant millor a l'estil de vida marí al Oligocè i el Miocè.
Els membres d'aquesta subfamília es coneixen pels fòssils trobats a Nova Zelanda, la Antàrtida i possiblement Austràlia, datant de mitjans o finals de l'Eocè fins al Oligocè superior; el gènere del Miocè mig d'Austràlia  Anthropodyptes  és generalment assignat també a aquesta subfamília, així com els restants gèneres de pingüins primitius excepte els procedents de la Patagònia. En realitat, s'ha assumit tradicionalment que tots els pingüins prehistòrics que no poden ser assignats als gèneres actuals pertanyen a Palaeeudyptinae; aquesta idea es considera en general obsoleta. És probable que els gèneres sense assignar de Nova Zelanda, l'Antàrtida i Austràlia com els  Delphinornis ,  Marambiornis  i  Mesetaornis  certament pertanyin a aquesta subfamília, encara que de la mateixa manera és probable que altres com els  Duntroonornis  i   Korora , representin altres llinatges més petits i possiblement més avançats.
La subfamília Palaeeudyptinae va ser definida originalment per Simpson el 1946 i només abastava a el gènere epònim  Palaeeudyptes , mentre que la resta entrava en la família Anthropornithidae. La classificació presentada aquí es basa en la revisió de Marples (1962) qui va convertir els dos grups en sinònims, a part de les troballes posteriors.